# Hundun
Hundun (chino: 混沌; pinyin: Hùndùn; Wade-Giles: Hun4-tun4; iluminado. 'confusión confusa') es a la vez un "ser legendario sin rostro" en la mitología china y el "caos primordial y central" en la cosmogonía china comparable con el huevo mundial.

## Lingüística
Hundun 混沌 se extendió semánticamente de un mítico "caos primordial; estado nebuloso del universo antes de que el cielo y la tierra se separaran" para significar "ininteligible; caótico; desordenado; mentalmente denso; inocente como un niño".
Si bien hùndùn "caos primordial" generalmente se escribe como 混沌 en la lengua vernácula contemporánea, también se escribe como渾沌, como en el clásico taoísta Zhuangzi, o 渾敦, como en Zuozhuan. Hùn "caos; confuso; confuso" se escribe hùn (混; 'fluyendo abundantemente', 'agua turbia', 'torrente', 'confundido', 'confundido', 'imprudente', 'sin sentido') o hún (渾; 'sonido de agua corriendo', 'turbio', 'confuso', 'confundido', 'aburrido', 'estúpido'). Estas dos son variantes gráficas intercambiables leídas como hún (混; 'fangoso', 'sucio', 'inmundo') y hùn 渾"nebuloso; estúpido" (hùndùn 渾沌). Dùn ("aburrido; confuso") se escribe como dùn (沌; 'aburrido', 'confundido', 'estúpido') o dūn (敦; 'grueso', 'sólido', 'generoso', 'serio', ' honesto', 'sincero').
Isabelle Robinet describe los orígenes etimológicos de hundun.
Semánticamente, el término hundun está relacionado con varias expresiones, difícilmente traducibles en lenguas occidentales, que indican el vacío o una inmensidad árida y primordial – por ejemplo, hunlun 混淪, hundong 混洞, kongdong 空洞, menghong 蒙洪, o hongyuan 洪元. También es similar a la expresión "algo confuso y sin embargo completo" (huncheng 混成) que se encuentra en el Daode jing 25, que denota el estado anterior a la formación del mundo donde nada es perceptible, pero que sin embargo contiene una semilla cósmica. De manera similar, el estado de hundun se compara con un huevo; en este uso, el término alude a un mundo completo, redondo y cerrado en sí mismo, que es un receptáculo a modo de caverna (dong 洞) o una calabaza (hu 壺 ó hulu 壺盧).
La mayoría de los caracteres chinos se escriben utilizando "radicales" o "elementos semánticos" y "elementos fonéticos". Hùndùn 混沌 se escribe con el "radical de agua" 水 o 氵 y la fonética de kūn 昆 y tún 屯. Hùndùn "caos primordial" está cognado con Wonton (húntun, 餛飩) "wonton; sopa de bola de masa" escrita con "comer radical" 食. Tenga en cuenta que la palabra prestada en inglés wonton se toma prestada de la pronunciación cantonesa wan4tan1. Mair sugiere una conexión fundamental entre hundun y wonton: "La sopa indiferenciada del caos primordial. A medida que comienza a diferenciarse, se fusionan masas de materia... Con la evolución de la conciencia y la reflexión humanas, la sopa fue adoptada como una metáfora adecuada para caos".Sin embargo, esta última afirmación parece no tener fundamento, ya que la sopa wonton no está atestiguada en fuentes chinas que datan de antes de la dinastía Han,aunque la conexión lingüística de la sopa con el concepto más amplio ciertamente parece real.
Hundun 混沌 tiene una variante gráfica hunlun 混淪(usando lún 淪; 'ondas', 'agua revuelta', 'hundirse' ver el Liezi a continuación), que etimológicamente se conecta con el nombre de la montaña Kunlun 崑崙(diferenciado con el "radical de montaña"山). Robinet dice: "Kunlun y hundun son el mismo centro cerrado del mundo".
Girardot cita al filólogo chino Lo Mengci 羅夢冊, quien dice que palabras duplicadas como hundun "sugieren movimiento y transformación cíclicos", y especula:
Por lo tanto, se podría decir que murmurar ritualmente los sonidos de hun-tun tiene una especie de significado de encantamiento que tanto fonética como morfológicamente invoca la idea mitológica y ontológica del Tao como el proceso de creatio continua de momentos infinitamente repetidos de cambio y nueva creación.
El Shuowen Jiezi no entra en dun 沌 (que aparentemente carecía de una anterior escritura al Sello Han). Define hun 混as fengliu 豐流 "fluir abundantemente", hun 渾 como el sonido de hunliu 混流 "flujo que fluye abundantemente" o "aparentemente impuro", dun 敦 como "ira, rabia; regaño" o "quién", y lun 淪 como "ondas; remolinos" o "hundirse; desaparecer".
Caos en inglés es una mejor traducción de hundun en el sentido clásico de Caos o Khaos en la mitología griega, que significa "vacío enorme; espacio primordial sin forma que precede a la creación del universo" que en el sentido común de "desorden; confusión". El último significado de hundun es sinónimo del chino luàn (亂; 'caos', 'revuelta', 'indiscriminado', 'aleatorio', 'arbitrario'). Su compuesto lingüístico hùnluàn (混亂 iluminado. "caos-caos", que significa "caos; desorden; confusión) ejemplifica la categoría de "compuesto sinónimo" en la morfología china.

## Usos textuales tempranos
En el registro escrito chino, hundun aparece por primera vez en clásicos que datan del período de los Reinos Combatientes. El siguiente resumen los divide en categorías confucianista, taoísta y otras, y los presenta en orden cronológico aproximado, con la salvedad de que muchas fechas textuales tempranas son inciertas.

### Textos confucianos
Hundun sólo aparece en un clásico confuciano, el comentario de Zuo Zhuan a los Anales de primavera y otoño. La mayoría de los primeros textos confucianistas antiguos (Lunyu, Libro de Documentos, I Ching, etc.) no utilizan hun, con cuatro excepciones. Uno, el Mengzi, utiliza hun en su significado original "sonido del agua que fluye". Mencio explica por qué Confucio elogió el agua: "Hay un manantial de agua; ¡cómo brota!".Los otros tres usan hun como lo que Girardot llama "un término de oprobio y condena relacionado con la represión de los "bárbaros" o los "rebeldes legendarios"."El Shijing (237) menciona a Hunyi 混夷 "antigua tribu Hunni en Turan". Cuando el Rey Wen de Zhou abrió los caminos, "las hordas de Keun [sic] desaparecieron, sobresaltadas y jadeantes".El Chunqiu menciona a la tribu Luhun 陸渾 del pueblo Rong 戎, "los Jung de Luh-hwăn".El comentario de Zuozhuan a los Chunqiu señala que eran originarios del oeste de Gansu y se vieron obligados a trasladarse al norte de Henan.
Otro contexto de Zuozhuan se refiere a Hundun渾敦como un hijo inútil del Emperador Amarillo, uno de los míticos Sixiong 四凶 "Cuatro Demonios" desterrados por Shun.
El antiguo emperador Hung [Hwang-te] tuvo un descendiente carente de capacidad [y virtud]. Ocultó la justicia de sí mismo y fue un villano en el fondo; se deleitaba en la práctica de los peores vicios; era desvergonzado y vil, obstinado, estúpido y antipático, y sólo cultivaba la intimidad de personas como él. Todos los pueblos bajo el cielo lo llamaban Caos. … Cuando Shun se convirtió en ministro de Yaou, recibió a los nobles de las cuatro partes del imperio y desterró a estos cuatro malvados, Caos, Monstruo, Bloque y Glotón, expulsándolos a las cuatro regiones distantes, para enfrentar el rencor de los duendes y cosas malvadas.
Los otros "demonios" son Qiongqi 窮奇, Taowu 檮杌 y Taotie 饕餮. Legge señala que este pasaje "es digno de un estudio cuidadoso en muchos aspectos".
Girardot contrasta estos raros usos confucianos de hundun, que sugieren peyorativamente las fuerzas que frustran la civilización, "los "pájaros y bestias", las tribus bárbaras, los ministros desterrados y los rebeldes legendarios)" con los usos taoístas comunes en un "tema del paraíso perdido".

### Textos taoístas
Hundun aparece comúnmente en los clásicos del taoísmo filosófico. El Daodejing no menciona hundun pero utiliza ambas variantes gráficas hun. Una sección usa hun 渾"confundir": "El sabio es modesto en sus tratos con todo lo que está bajo el cielo y confunde su mente por el bien de todo lo que está bajo el cielo".Otras tres secciones usan hun (混; 'unidos', 'confusos', 'sin rasgos distintivos'):
- "Estos tres no pueden ser plenamente comprendidos, por lo tanto, están unidos para formar la unidad".[14]
- “llano, como un tronco sin labrar, confuso, como aguas turbias, extenso, como un amplio valle”[15]
- "Había algo anodino pero completo, nacido ante el cielo y la tierra"[16]

El Zhuangzi (ca. siglos III-II a. C.) tiene una famosa parábola que involucra a los emperadores Hundun 渾沌, Shu (儵; 'un nombre de pez', 'abrupto', 'rápido') y Hu (忽; 'ignorar', 'descuidar' ', 'repentino').Girardot cita a Marcel Granet sobre Shu y Hu que significan como sinónimos "repenteza; rapidez" y "etimológicamente parecen estar vinculados a las imágenes de relámpagos y truenos, o de manera análoga, flechas llameantes".El capítulo "Preguntas celestiales" de Chu Ci usa Shu y Hu como un solo nombre: "¿Dónde están los dragones sin cuernos que llevan osos en sus espaldas para divertirse? ¿Dónde está la gran serpiente con nueve cabezas y dónde está el Shu-Hu?"
El emperador del Mar del Sur se llamaba Shu [Breve], el emperador del Mar del Norte se llamaba Hu [Súbito] y el emperador de la región central se llamaba Hun-tun [Caos]. Shu y Hu de vez en cuando se reunían en el territorio de Hun-tun, y Hun-tun los trataba con mucha generosidad. Shu y Hu discutieron cómo podrían devolverle su amabilidad. "Todos los hombres", dijeron, "tienen siete aberturas para poder ver, oír, comer y respirar. Pero Hun-tun por sí solo no tiene ninguna. ¡Intentemos aburrirlo un poco!" Cada día perforaban otro hoyo y al séptimo día Hun-tun murió.
Compare las interpretaciones de Watson de los tres personajes con las de otros traductores de Zhuangzi.
- Cambio, Brusquedad, Confusión (o Caos) — Frederic H. Balfour
- Shû, Hû, Caos — James Legge
- Cambio, Incertidumbre, Primitividad — Yu-Lan Fung
- Shu, Hu, Hun Tun — Herbert Giles
- Inmediatamente, De Repente, Indiferenciación — James R. Ware
- Luz, Oscuridad, Caos Primordial — Gia-Fu Feng y Jane English
- Rápido, Furioso, Hun-t'un — A. C. Graham
- Lickety, Split, Wonton — Victor H. Mair[21]
- Cambio, Dramático, Caos — Martin Palmer
- Helter, Skelter, Caos — Wang Rongpei

Otros dos contextos de Zhuangzi utilizan hundun. El capítulo 11 tiene una alegoría sobre Hong Meng 鴻蒙 "Gran Ocultamiento" o "Ganso Tonto", que "se divertía golpeándose los muslos y saltando como un gorrión", que Girardot interpreta como una danza chamánica comparable con el Shanhaijing a continuación. Hong Meng reduplica poéticamente hunhun-dundun (渾渾沌沌; 'caos oscuro e indiferenciado') al describir la meditación taoísta de "nutrición mental".
"Sólo tienes que descansar en la inacción y las cosas se transformarán. Destroza tu forma y tu cuerpo, escupe el oído y la vista, olvida que eres una cosa entre otras cosas, y podrás unirte en gran unidad con lo profundo y lo ilimitado. Deshacer el Mente, despojate del espíritu, quédate en blanco y sin alma, y las diez mil cosas, una por una, volverán a la raíz, volverán a la raíz y no sabrán por qué. Caos oscuro e indiferenciado, hasta el final de la vida nadie se apartará de él. Pero si intentas conocerla, ya te has apartado de ella. No preguntes cuál es su nombre, no trates de observar su forma. Las cosas vivirán naturalmente y por sí mismas."
El capítulo 12 cuenta una historia sobre el discípulo confuciano Zigong que queda estupefacto después de conocer a un sabio taoísta. Informó a Confucio, quien denigraba a Hundun Shi zhi shu 渾沌氏之術"las artes del Sr. Caos [Hundun]":
"Es uno de esos falsos practicantes de las artes del Señor Caos. Sabe lo primero pero no entiende lo segundo. Cuida lo que está dentro pero no cuida lo que está fuera. hombre de verdadero brillo y pureza que puede entrar en la sencillez, que puede volver a lo primitivo a través de la inacción, dar cuerpo a su naturaleza innata y abrazar su espíritu, y de esta manera vagar por el mundo cotidiano – si hubieras conocido a uno así , habrías tenido verdaderos motivos de asombro. En cuanto a las artes del Sr. Caos, ni tú ni yo necesitamos molestarnos en conocerlas.
El Huainanzi tiene una aparición de hundun 渾沌 en una descripción cosmológica.
El cielo y la tierra estaban perfectamente unidos [tung-t'ung 洞同], todo estaba caóticamente informe [hun-tun wei p'u 渾沌為樸]; y las cosas estaban completas [ch'eng 成] pero no creadas. Esto se llama [el tiempo o condición] del Grande. [t'ai-i 太一]. Todo surgió de esta unidad que dio a cada cosa sus diferencias: los pájaros, los peces y las bestias. A esto se le llama suerte [o división, fen 分] de las cosas. 
Otros tres capítulos de Huainanzi usan hun, por ejemplo, el compuesto hunhun cangcang (渾渾蒼蒼; 'puro y informe', 'vasto y nebuloso').
El mundo era una unidad sin división en clases ni separación en órdenes (literalmente: una masa desorganizada): la falta de afectación y la sencillez del corazón natural no se habían corrompido todavía: el espíritu de la época era una unidad, y toda la creación gozaba de gran riqueza. Por lo tanto, si aparecía un hombre con el conocimiento de I [羿Una persona mítica de grandes poderes], el mundo no lo necesitaba.
El Liezi usa hunlun 渾淪 para hundun, que se describe como el estado confuso en el que qi 氣"pneuma; aliento", xing 形 "forma", y zhi 質"materia; sustancia" han comenzado a existir pero todavía están fusionados como uno.
Hubo una Simplicidad Primordial, hubo un Comienzo Primordial, hubo Comienzos Primordiales, hubo un Material Primordial. La Simplicidad Primordial precedió a la aparición del aliento. Los Comienzos Primordiales fueron el aliento que comenzó a tomar forma. La Materia Primordial fue el aliento cuando empezó a tomar sustancia. El aliento, la forma y la sustancia estaban completos, pero las cosas aún no estaban separadas unas de otras; de ahí el nombre "Confusión". "Confusión" significa que las innumerables cosas estaban confundidas y aún no separadas unas de otras.

### Otros textos
La colección Shanhaijing de antiguos mitos y leyendas utiliza hundun 渾敦 como adjetivo para describir un shen 神"espíritu; dios" en Tian Shan 天山 "Montaña del Cielo".
Aquí hay un dios que parece un saco amarillo. Es escarlata como el fuego de cinabrio. Tiene seis pies y cuatro alas. Él es Muddle Thick. No tiene rostro ni ojos. Sabe cantar y bailar. En verdad, él es el gran dios Long River. 
En el pasaje anterior, 渾敦 se traduce como "Muddle Thick", y el nombre del dios 帝江 (Di-Jiang) se traduce como "gran dios Long River". Toshihiko Izutsusugiere que cantar y bailar aquí y en Zhuangzi se refiere a ceremonias chamánicas que inducen trance, "se dice que el monstruo es un pájaro, lo que probablemente sea una indicación de que la danza chamánica en cuestión era algún tipo de pluma". Danza en la que el chamán era adornado ritualmente con un tocado de plumas. 
El Shen yi jing 神異經 "Clásico de las maravillas divinas" registra una variación posterior de la mitología Hundun. Lo describe como un perro divino que vivía en el monte Kunlun, la montaña mítica en el centro del mundo.
Tiene ojos pero no ve, camina sin moverse; y tiene dos oídos pero no puede oír. Tiene conocimiento de hombre pero su vientre carece de los cinco órganos internos y, aunque tiene recto, no evacua alimentos. Golpea a los hombres virtuosos y se queda con los no virtuosos. Se llama. Hun-tun.
Citando al Zuo zhuan, Hun-tun era el hijo sin talento de Meng-shih. Siempre se muerde la cola, dando vueltas y vueltas. Todos lo ridiculizaron.
Un poema de la colección Hanshan de la dinastía Tang se refiere al mito de Zhuangzi y recuerda a Hundun.
Qué agradables eran nuestros cuerpos en los días del Caos, sin necesidad de comer ni orinar! ¿Quién vino con su taladro y nos aburrió con estos nueve hoyos? Mañana tras mañana debemos vestirnos y comer; Año tras año, preocúpate por los impuestos. Mil de nosotros luchando por un centavo, chocamos nuestras cabezas y gritamos pidiendo nuestra vida. 
Nótese la adición de dos agujeros (ano y pene) a los siete originales (ojos, oídos, fosas nasales y boca).

## Interpretaciones
Los mitos de Hundun tienen una historia compleja, con muchas variaciones sobre el tema del "caos primordial" y asociaciones con otras leyendas.
El sociólogo e historiador Wolfram Eberhard analizó la gama de diversos mitos hundun.Lo trató como una "cadena" mítica mundial de huevos de la cultura Liao del sur, que se originó en la región de Sichuan y Hubei.
1. Mitos de la creación de Hundun que involucran a la humanidad naciendo de un "huevo de trueno" o trozo de carne, el hijo de un emperador, el dios del Trueno representado como un perro con alas de murciélago, localizado entre los pueblos Miao y Tai.
2. El animal Lei "es una criatura parecida a un bulto, sin cabeza, ojos, manos ni pies. A medianoche produce ruidos como de trueno".[3]
3. Los hundun dumplings, etimológicamente relacionados con "redondo", "desorganizado; caótico", y quizás la "montaña redonda" Kunlun.
4. El sistema mundial-huntian  渾天 de la antigua astronomía china conceptualizaba el universo como un huevo redondo y la tierra como una yema nadando en su interior.
5. El saco y el disparo del dios conecta descripciones de hundun en forma de saco , tal vez con "saco" que denota "testículos", leyendas sobre el rey de la dinastía Shang, Wu Yi, que perdió una partida de ajedrez con el dios Cielo y suspendió un saco lleno de sangre. y le dispararon flechas, y tradiciones posteriores de disparar a muñecos humanos.
6. Pangu 盤古 es el creador mitológico del universo, también supuestamente con forma de saco, relacionado con las mitologías caninas, y que creció hasta convertirse en un gigante para separar el Cielo y la Tierra.
7. El cielo y la tierra como cónyuges dentro del mundo-huevo se refieren al tema del Padre Cielo y la Diosa Madre Tierra.
8. Zhongli 重黎/融黎 se identifica con Zhu Rong 祝融 "dios del fuego", que es una mitología del estado sureño de Chu, con variaciones que aparecen como dos dioses Zhong y Li.
9. El clan Zhongli 重黎, que tiene escrituras variantes, se originó en Ba (estado), cerca de la actual Anhui.
10. El matrimonio hermano-hermana es un complejo de mitos que explican los orígenes de la humanidad (o de determinadas familias), y su primer hijo suele ser un trozo de carne, que se desmorona y puebla el mundo. En la mitología posterior, el hermano Fu Xi y la hermana Nüwa, que vivían en el monte Kunlun, ejemplifican este matrimonio.

Norman J. Girardot, profesor de religión china en la Universidad de Lehigh, ha escrito artículos y un libro definitivo sobre hundun. Él resume esta mitología de la siguiente manera.
1. El tema hun-tun en el taoísmo temprano representa un conjunto de elementos míticos provenientes de diferentes situaciones culturales y religiosas.
2. La coherencia simbólica del tema hun-tun en los textos taoístas refleja básicamente una reelaboración creativa de un conjunto limitado de tipologías mitológicas interrelacionadas: especialmente la mitología cósmica de huevo-calabaza, el ancestro animal-gigante cósmico y la pareja primordial. Las dos últimas de estas tipologías están especialmente, aunque no exclusivamente, vinculadas a lo que podría llamarse el ciclo diluvio de la mitología que se encuentra principalmente en las culturas locales del sur.
3. Si bien también puede haber una conexión cultural entre el ciclo del diluvio del sur y el escenario cosmogónico del huevo cósmico (es decir, a través del "huevo del trueno", "el origen de los ancestros [héroe cultural] del huevo o la calabaza" y el "origen de la agricultura y la humanidad a partir de los mitos de las calabazas), el vínculo fundamental para todas estas tipologías es la percepción innovadora y taoísta temprana de una intención simbólica compartida que explica y apoya una visión cosmogónica, metafísica y mística particular de la creación y la vida.[33]

Las interpretaciones de Hundun se han expandido desde el "caos primordial" a otros reinos. Por ejemplo, es una palabra clave en Neidan "alquimia interna china",explica que "los alquimistas comienzan su trabajo "abriendo "o" aburriendo" hundun; en otras palabras, comienzan desde el Origen, infundiendo su elemento trascendente de luz precósmica en el cosmos para remodelarlo".

## En la cultura popular
En la película Pacific Rim de 2013, el segundo kaiju que tocó tierra se llamó Hundun, aunque solo se ve un breve vistazo y no tiene un papel importante en la trama. Sin embargo, el arte conceptual de la película lo muestra con un cuerpo redondeado similar al mitológico Hundun.
En la película de Marvel Cinematic Universe Shang-Chi y la leyenda de los Diez Anillos (2021), el personaje Morris (efectos vocales proporcionados por Dee Bradley Baker) es un Hundun y actúa como compañero de Trevor Slattery en el momento en que era un bufón de Wenwu. Cuando Morris entró en Ta Lo en un automóvil con Shang-Chi, Xialing, Katy y Trevor Slattery, parecía emocionado de ver a otros Hundun y agitaron sus alas el uno al otro.